# ماریا آملیا مونتی
ماریا آملیا مونتی (انگلیسی: Maria Amelia Monti؛ زادهٔ ۳۰ ژوئن ۱۹۶۲) بازیگر اهل ایتالیا است. از فیلم‌ها یا برنامه‌های تلویزیونی که وی در آن نقش داشته است، می‌توان به معجزه ایتالیایی و یک خواهشی ازتون دارم اشاره کرد.

## زندگی و حرفه
مونتی در میلان متولد شد. او دختر معمار آنا ماریا برتارینی و نوه نقاش چزاره مونتی است. پس از آن‌که از ورود به آکادمی ملی هنرهای نمایشی سیلویو دامیکو و مدرسه تئاتر درامای پیکولو تئاترو بازماند، از «آکادمی فیلودراماتیچی» فارغ‌التحصیل شد. او حرفه خود را در صحنه تئاتر با نمایش موزیکال استاسرا اثر تونی کوکیارا آغاز کرد.
از سال ۱۹۸۲، مونتی به‌عنوان کمدین در چندین شوی سرگرمی تلویزیونی ظاهر شد، به‌ویژه در برنامه‌های درایو این و تلویزیون دخترانه. او بیشتر به‌خاطر نقش‌های اصلی‌اش در سریال‌های تلویزیونی شناخته می‌شود، از جمله درام پزشکی دوست من، سریال کمدی خدا می‌بیند و روزی می‌دهد و سیت‌کام سرانجام تنها. مونتی در سینما نیز فعال است و عمدتاً در نقش‌های طنزآمیز بازی می‌کند.

### زندگی شخصی
مونتی ازدواج کرده و سه پسر دارد که یکی از آن‌ها را از اتیوپی به فرزندی پذیرفته است. او بودایی است.